# 水野晶子 (牧師)
水野 晶子（みずの あきこ）は、キリスト教の牧師。日本イエス・キリスト教団委員長であって、代表役員。主管牧師として、同教団信越教区伊那福音教会の牧会に当たっている。